# Юдино (Леб'яжівський округ)
Ю́дино (рос. Юдино) — присілок у складі Леб'яжівського округу Курганської області, Росія.
Населення — 65 осіб (2010, 109 у 2002).